# Узбережниця звичайна
Узбережниця звичайна, прибережниця берегова (Aeluropus littoralis) — вид квіткових рослин із родини злакових (Poaceae).

## Біоморфологічна характеристика
Це кореневищний багаторічник, росте пучками, часто вкорінюється у вузлах. Кореневища видовжені. Стебла 5–30 см заввишки, прямовисні чи повзучі біля основи. Листові пластинки вузькі, заокруглені біля основи, 1–5 см завдовжки і 1–2 мм завширшки, жорсткі, сизі, голі або з волосками в основі горбків, поверхня ребриста, краї шорсткі, верхівка шпичаста. Волоть 10 × 0,5–1,5 см, колосоподібна, перервана, колосочки щільно укладені й чітко розташовані з одного боку головної осі. Колосочки 6–9-квіткові, еліптичні, 3–3,5 × 2–2,5 мм. Колоскові луски нерівні, 1,25–1,5 мм завдовжки, голі, нижня 1–3-жилкова, вужча від верхньої, верхня 5-жилкова; леми широкоеліптичні, верхівкові, 9-жилкові, 1,7–2,5 мм, голі або рідко-волохаті; палея завдовжки з лему, 2-жилкова; пиляки 0,75–1,5 мм.

## Середовище проживання
Зростає на півночі Африки (Марокко, Алжир, Туніс, Лівія, Єгипет), південній частині Європи (пд.-євр. Росія, Україна, Албанія, Болгарія, Греція, Хорватія, Італія, Румунія, Іспанія, Франція), в Азії (Афганістан, Кіпр, Іран, Ірак, Ізраїль, Йорданія, Сирія, Туреччина, Вірменія, Азербайджан, Туркменістан, Пакистан, Росія, Монголія, Китай).
Рослина вологих або посушливих, часто просочених сіллю місць і пустирів на окультурених ділянках.
В Україні вид росте на вологих, сирих і мокрих суглинних і черепашково-піщаних солончаках — на півдні Степу по узбережжю Чорного й Азовського морів, часто; у Лівобережному Злаково-Луговому Степу ізольовані місця знаходження.

## Синоніми
Синоніми: Aeluropus intermedius Regel, Aeluropus korshinskyi Tzvelev, Aeluropus micrantherus Tzvelev, Aeluropus pungens (M.Bieb.) K.Koch, Aeluropus sinensis (Debeaux) Tzvelev, Calotheca littoralis (Gouan) Spreng., Chamaedactylis maritima T.Nees, Dactylis distichophylla Brign., Dactylis littoralis (Gouan) Willd., Koeleria littoralis (Gouan) Bory & Chaub., Melica littoralis (Gouan) Raspail, Poa littoralis Gouan, Triticum supinum Schrank